# The Lackey and the Lady
The Lackey and the Lady er en britisk stumfilm fra 1919 af Thomas Bentley.

## Medvirkende
- Odette Goimbault
- Leslie Howard som Tony Dunciman
- Roy Travers
- Alban Atwood som Mr. Dunciman
- A. E. Matthews